# Клубівка (зупинний пункт)
Клу́бівка — пасажирський залізничний зупинний пункт Козятинської дирекції Південно-Західної залізниці розташований на одноколійній неелектрифікованій лінії Шепетівка — Юськівці.
Розташований у селі Клубівка Ізяславського району Хмельницької області між станціями Ізяслав (7 км) та Клембівка (3 км).
На зупинному пункті зупиняються приміські поїзди.